# Drejeskive (jernbane)
 For alternative betydninger, se Drejeskive. (Se også artikler, som begynder med Drejeskive)
Drejeskiver anvendes (anvendtes) til at vende lokomotiver, så de f.eks. kunne have tenderen bagest i køreretningen. Desuden til at give adgang til flere spor ofte i en rundremise. Normalt opdeltes i lokomotiv- hhv. vogndrejskiver. Teknisk opbyggedes drejskiver enten som kongestoldrejeskiver (drejeskiver med kongestol) eller charnierdrejeskive.
Foruden (lokomotiv)drejeskiver fandtes (og findes) skydebroer, der kunne anvendes til at give adgang til flere spor i et værksted eller en remise.